# Armin Höland
Armin Höland (* 4. November 1948 in Ingolstadt) ist ein deutscher Rechtswissenschaftler und Hochschullehrer.

## Leben
Nach dem Abitur 1968 in Ingolstadt, studierte Höland von 1969 bis 1977 zunächst Medizin, dann Rechtswissenschaften und Völkerkunde an der Universität Hamburg.  Von 1977 bis 1982 war er Wissenschaftlicher Mitarbeiter in der Sozialwissenschaftlichen Forschungsgruppe am Max-Planck-Institut für ausländisches und internationales Privatrecht in Hamburg und anschließend von 1982 bis 1999 Mitarbeiter am Zentrum für Europäische Rechtspolitik der Universität Bremen. Nach dem Referendariatsdienst am Hanseatischen Oberlandesgericht in Hamburg bis 1981, wurde Höland 1984 mit der Dissertation Das Verhalten von  Betriebsräten in der Kündigungssituation an der Freien Universität Berlin zum Dr. iur. promoviert. Es folgte die Mitarbeit an Forschungsprojekten in Berlin und Paris, bevor er  sich 1995/96 an der Goethe-Universität Frankfurt am Main mit der Arbeit Atypische Arbeit und rechtliche Normalität – Ein Europäisches Spannungsverhältnis habilitierte.
Bereits 1991 kam Höland nach Halle (Saale), wo er mit Volkmar Gessner am Projekt der EG Neugestaltung des Rechtsunterrichts in Mittel- und Osteuropa arbeitete und dadurch dort an verschiedenen Universitäten lehrte, so unter anderem an der Universität Kaliningrad. Mit Sumy in der Ukraine baute Höland ein bis heute andauerndes Kooperationsprogramm auf.
Von 1996 bis 1999 war Höland Vertretungsprofessor am Fachbereich Rechtswissenschaft II der Universität Hamburg, 1999 folgte er einem Ruf zurück an die Universität Halle, auf den Lehrstuhl für Bürgerliches Recht, Arbeitsrecht und Recht der sozialen Sicherung. 2014 ging er in den Ruhestand.

## Forschungsschwerpunkte
Höland beschäftigt sich mit der Europäisierung des Privatrechts, mit Schuldrecht sowie Arbeitsrecht, insbesondere der Arbeitsrechtsentwicklungen in Mittel- und Osteuropa.

## Publikationen (Auswahl)
- Das Verhalten von Betriebsräten bei Kündigungen: Recht und Wirklichkeit im betrieblichen Alltag. Frankfurt/Main; New York 1985: Campus-Verlag. ISBN 3-593-33468-2.
- Neue Formen und Bedingungen der Erwerbsarbeit in Frankreich: rechtliche und soziologische Beobachtungen. Berlin 1993: Duncker und Humblot. ISBN 3-428-07656-7.
- Methodische und theoretische Bedingungen des rechtssoziologischen Vergleichs. Trier 1993: IAAEG.
- Sozialwissenschaftliche Erkenntnisse zum Betriebsverfassungsrecht: eine Literaturstudie. Düsseldorf 1994: Hans-Böckler-Stiftung.
- Mitbestimmung und Europa: Expertise für das Projekt „Mitbestimmung und neue Unternehmenskulturen“ der Bertelsmann-Stiftung und der Hans-Böckler-Stiftung. Gütersloh 1997: Verlag Bertelsmann Stiftung. ISBN 3-89204-338-8.
- Mitbestimmung in Europa: rechtliche und politische Regelungen. Frankfurt/Main; New York 2000: Campus-Verlag. ISBN 3-593-36492-1.
- Wirkungen der Rechtsprechung des Europäischen Gerichtshofs für Menschenrechte im deutschen Recht. Berlin 2012: Berliner Wissenschaftsverlag. ISBN 978-3-8305-1978-2.